# Hipparchia rostagnoi
Hipparchia rostagnoi är en fjärilsart som beskrevs av Ruggero Verity 1919. Hipparchia rostagnoi ingår i släktet Hipparchia och familjen praktfjärilar. Inga underarter finns listade i Catalogue of Life.